# نوراتری
نوراتری  یک جشنواره سالانه هندو است که به افتخار الهه دورگا که به آن آدی پاراشاکتی نیز می‌گویند، برگزار می‌شود. بیش از نه شب (و ده روز)، ابتدا در ماه چایترا (حدود اول پاییز) و دوباره در ماه آشوین (حدود اول بهار) طول می‌کشد.   این جشنواره با دلایل مختلف برگزار می‌شود و در بخش‌های مختلف حوزه فرهنگی هندوستان به‌طور متفاوتی جشن گرفته می‌شود.  از نظر تئوری، چهار نوراتری فصلی وجود دارد. با این حال، در عمل زمان برگزاری این جشنواره، پاییز پس از موسمی به نام شارادا نوراتری است.

## وجه تسمیه
کلمه نوراتری در سانسکریت به معنای «نُه شب» است، Nava به معنای «نُه» و ratri به معنای «شب». 

## تاریخ‌ها و جشن‌ها
در ایالت‌های شرقی و شمال شرقی هند، دورگا پوجا مترادف با نوراتری است. در این جشن الهه دورگا برای کمک به احیای دارما، به نبرد اهریمنی به هیبت بوفالو، به نام مهیش‌اسورا ، می‌رود و پیروز می‌شود. در ایالت‌های جنوبی، پیروزی دورگا یا کالی جشن گرفته می‌شود. در ایالت غربی گجرات، جشن‌های نوراتری را با آرتی و پس از آن مراسم گاربا دنبال می‌کنند. در همهٔ این موارد، موضوع مشترک نبرد و پیروزی خیر در برابر شر است که اساس آن یک حماسه یا افسانه معروف منطقه‌ای، مانند دوی ماهاتمیا، است.  

### جشن‌ها
این جشن‌ها شامل پرستش نُه الهه در طول نُه روز، تزئینات صحنه، خواندن افسانه، اجرای داستان و سرود خوانی متون مقدس هندوئیسم است. این نه روز همچنین یک رویداد فرهنگی مهم در فصل زراعی است و سنت‌های مختلفی اجرا می‌شوند، مانند چیدمان پاندال‌ها، بازدید خانوادگی از پاندال‌ها، و جشن همگانی که در آن رقص‌های کلاسیک و محلی فرهنگ هندو برگزار می‌گردد. فداییان هندو اغلب نوراتری را با روزه گرفتن جشن می‌گیرند. در روز پایانی که ویجایاداشامی نامیده می‌شود، مجسمه‌ها در آب رودخانه یا اقیانوس غوطه ور می‌شوند، یا مجسمه ای که نماد شیطان است با آتش بازی سوزانده می‌شود که نشان‌دهنده نابودی شر است. در طول این زمان، تدارکات برای دیپاوالی (فستیوال نورها) نیز انجام می‌شود که بیست روز پس از ویجایاداشمی جشن می‌گیرند.

### تاریخ
بر اساس برخی متون هندو مانند شاکتا و ویشناوا پورانا، نوراتری به‌طور نظری دو یا چهار بار در سال قابل جشن گرفتن است. از این میان، شارادا نوراتری در نزدیکی اعتدال پاییزی بیشترین جشن را به همراه دارد و واسانتا نوراتری در نزدیکی اعتدال بهاری مهم‌ترین جشن بعدی برای فرهنگ هندوها است. 

## ادیان دیگر
از نوراتری و پرستش الهه در ادبیات تاریخی سیک، به ویژه در داسام گرانت که نوشتن آن را به گورو گوبیند سینگ نسبت می‌دهند، یاد شده‌است. به گفته لویی فنچ، سیک‌ها از لحاظ تاریخی احترام به دوی شاکتی و پرستش اسلحه را به شیوه‌ای مشابه هندوهای مذهب شاکتا انجام می‌دادند. دومین گورو آیین سیک، گورو آنگاد، از پیروان و پرستش‌گران سرسخت الهه دورگا بود.
جین‌ها جشن‌های اجتماعی و فرهنگی نوراتری را با هندوها سهیم می‌شوند. ام. ویتنی کلتینگ بیان می‌کند که شعر ستاوان جینیسم، «بسیاری از تصاویر خود را از شعرهای گاربا هندوئیسم» الهام گرفته‌است.
همزمان با این ایام، جشنواره نه امپراتور خدایان نیز برگزار می‌گردد.